# Tongchon
Tongchon (Hán Việt: Thông Xuyên) là một huyện thuộc tỉnh Kangwon tại Cộng hòa Dân chủ Nhân dân Triều Tiên. Huyện giáp với biển Nhật Bản ở phía bắc và đông. Khu vực huyện là một điểm đến nổi tiếng do nằm gần núi Kumgangsan.
Huyện có địa hình đồi núi ở phía tây, dốc dần xuống về phía bờ biển (bao gồm đồng bằng Tongchon và Hupkok) ở phía đông. Các khu vực bằng phẳng được sử dụng để trồng lúa gạo. Cũng như những nơi khác ở dọc bờ biển Kangwon, huyện có nhiều đầm phá.
Do có những vùng đất bằng phẳng kéo dài, nông nghiệp là ngành kinh tế chính, ngoài lúa gạo còn có các cây trồng như lúa mạch, lúa mì, ngô, kê, khoai tây và yến mạch. Ngành xẻ gỗ và ngư nghiệp cũng đóng vai trò nhất định.
Năm 2008, dân số toàn huyện là 89.357 người (41.681 nam và 47.676 nữ), trong đó dân số thành thị là 25.863 người (28,9%) và dân số nông thôn là 63.494 người (71,1%).